# Сабачиха
Сабачиха (також Забачиха, Зобачиха) — колишнє село на півдні Волині, нині це територія Тернопільського району Тернопільської області.
Точне розташування села нині невідоме. За історичними згадками, воно мало би бути між ґрунтами села Лозової, на вододілі між річкою Гнилою Гнізною та її притокою, річкою Гніздичною. На полях Сабачихи було урочище «Розкопана могила».